# Відновлювана енергетика Бутану
Відновлювана енергія в Бутані — це використання відновлюваної енергії для виробництва електроенергії в Бутані. До відновлюваних джерел енергії відноситься гідроенергетика.
Хоча Бутан домігся великих успіхів у розробці своїх великих гідроенергетичних проектів за допомогою технічної та фінансової допомоги з боку Індії, очевидно, що участь приватного сектору в інших формах відновлюваної енергії майже відсутня. Частково завдяки цілям сталого розвитку Бутан встановив мінімальну мету — 20 мегават (МВт) відновлюваної енергетичної продукції до 2025 року завдяки поєднанню технологій відновлюваної енергетики. Департамент відновлюваної енергетики Бутану допоміг сформулювати та запустити свою політику щодо альтернативної відновлюваної енергетики з метою просування в Бутані поєднання чистих технологій відновлюваної енергії (ВДЕ) — сонячних, вітрових, біомасових, геотермальних, піко / мікро / міні / малих гідроелектростанцій до потужності 25 МВт та технології відходів до енергії.

## Історія
Прихильність Бутану до відновлюваних джерел енергії розпочалася в 1980 році. Шість років потому перша гідроелектростанція відкрилася в Чухі, а потім установка в Курічху в 2001 році. Незабаром ще дві електростанції відкрилися в Басочу в 2005 році і Тала в 2009 році. На 15 КС у 2009 р. (2009 р. Конференція ООН зі зміни клімату) Бутан дав своє перше обіцянку залишатися повністю нейтральним до вуглецю; вони підтвердили це обіцяння на КС 21 у 2015 р. (2015 р. Конференція ООН з питань клімату) .

## Гідроелектрична енергія
Бутан має значний потенціал для гідроенергетики, який оцінюється приблизно в 30000 МВт, з яких 23 760 МВт визнано економічно доцільним. Станом на 2016 рік встановлена гідроенергетична потужність Бутана становить 1615 МВт.
Гідроенергетика в мережі є основним джерелом енергії Бутану. У гірських сільських районах, де розширення мережі неможливо, відновлювана енергія поза мережею використовується для покращення доступу до електроенергії. Близько 4000 домогосподарств проживають у цих віддалених сільських районах.
Першим кроком Бутану до відновлюваної енергетики стала гідроенергетика. Спочатку вони почали з відкриття першої гідроелектростанції в Чухі в 1986 році. Зараз у країні відкрито більше електростанцій: Курічху (2001), Басочу (2005) і Тала (2009). Гідроенергетичний проект Мангдечху, проточна електростанція потужністю 720 МВт, була відкрита в 2019 році.
В даний час приблизно 70 % гідроенергії, яку виробляє Бутан, експортується до Індії, заощаджуючи 4,4 мільйона тонн СО2 на рік. Незважаючи на зусилля щодо розширення видів відновлюваних джерел енергії, що використовуються в Бутані, гідроенергетика все ще залишається провідним джерелом чистої енергії в країні.

## Інші форми відновлюваної енергії

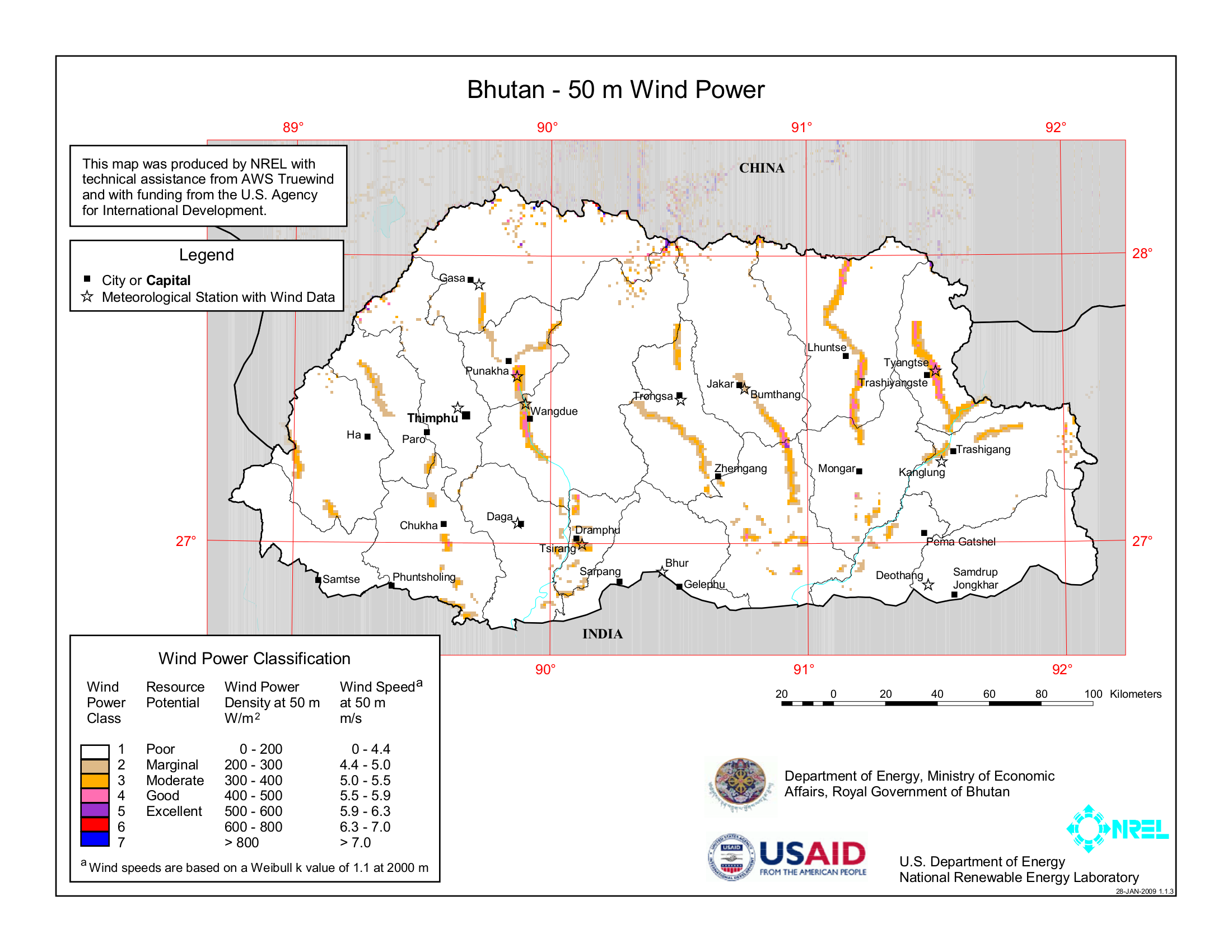

Після конференції ООН з питань клімату 2015 року Бутан рухається до інших видів відновлюваних джерел енергії, щоб зменшити їх залежність від гідроенергетики в зимові та посушливі місяці. Бутан зосередив свою увагу на таких сферах, як: вітряки, біогазові установки, сонячна енергетика та менші гідроелектростанції.

### Енергія вітру
Спочатку планувалося встановити 24 вітрогенератори, однак установка була зупинена лише через дві турбіни через те, що громадяни висловлювали занепокоєння з приводу можливого шумового забруднення.
Дві вітрогенератори в місті Рубеса, Вангдуе-Подранг, були введені в експлуатацію в січні 2016 року. Вони виробляють 600 кВт потужності, достатньої для 100 домогосподарств.
У 2017 році Департамент відновлюваної енергетики Бутану визначив райони поблизу Нізерганг-Лхакханг і Гесе-Цогом-гевог як потенційні місця для розробки проектів вітроенергетики.

### Сонячна енергія
З 2015 року Бутан планує встановити сонячну енергетичну установку потужністю 30 МВт в Шингхарі в районі Бумтанг; ця рослина буде першою у своєму роді.

### Біогаз
Також по всій країні було встановлено приблизно 13500 печей та 2800 біогазових установок.

## Вуглецевий нейтралітет
З метою подальшого розповсюдження використання відновлюваних джерел енергії та зменшення викидів вуглецю в країні, Бутан також забезпечує безкоштовну електроенергію сільським фермерам; це зменшує кількість пожеж / газу, які вони використовують для виконання своїх сільськогосподарських робіт. Уряд також субсидує світлодіодні лампочки та електромобілі.
В даний час експорт чистої енергії в Бутані компенсує приблизно 6 мільйонів тонн вуглекислого газу.
У 2016 році на бесіді TED прем'єр-міністр Бутану Черінг Тобгай розповів про те, що Бутан — єдина країна, яка може претендувати на звання «вуглецевого негативу». Це означає, що, хоча країна виробляє близько 2,2 млн. Тонн CO2, ліси компенсують понад 4 млн. Тонн CO2. Вони здатні це зробити, оскільки понад 72 % їхньої країни перебуває під покривом лісів, що є конституційним мандатом нації.

## Цілі та зобов'язання
На Конференції ООН з питань клімату 2009 року Бутан дав свою першу обіцянку залишатися нейтральним до вуглецю; вони знову дали цю обіцянку на Конференції ООН з питань клімату 2015 року. Станом на 2016 рік, чиста енергія Бутану, що експортується, компенсувала приблизно 6 мільйонів тонн СО2; вони мають на меті експортувати достатньо чистої енергії, щоб компенсувати 17 мільйонів тонн вуглекислого газу до 2020 року. У своєму виступі на TED у 2016 році прем'єр-міністр Черінг Тобгай заявив, що якщо Бутан зможе використати навіть половину потенційної гідроелектростанції, вони зможуть щоб компенсувати приблизно 50 мільйонів тонн вуглекислого газу — більше, ніж виробляє Нью-Йорк за один рік.